# Witalij Fokin
Witalij Aleksiejewicz Fokin (ros. Виталий Алексеевич Фокин; ur. 4 marca?/17 marca 1906 we wsi Wysokaja w obwodzie kostromskim, zm. 23 stycznia 1964 w Moskwie) – radziecki admirał (od 1953).

## Życiorys
Członek WKP (b) od 1927.
We flocie od 1922. W 1927 ukończył Szkołę Marynarki Wojennej im. M. Frunzego i w 1930 specjalne kursy kadry dowódczej. Pełnił służbę we Flocie Bałtyckiej, a od 1933 we Flocie Północnej.
W czasie II wojny światowej od 1941 dowodził dywizjonem torpedowców, od 1942 był szefem sztabu Flotylli Kaspijskiej, od 1944 dowodził eskadrą Floty Północnej. W latach 1947–1948 był szefem sztabu Floty Bałtyckiej. Od 1948 był zastępcą szefa, a od 1953 szefem Głównego Sztabu Marynarki Wojennej. W latach 1958–1962 dowodził Flotą Oceanu Spokojnego. Od 1962 był pierwszym zastępcą Głównodowodzącego Marynarką Wojenną.
Członek KC KPZR w latach 1961–1964, członek Rady Najwyższej ZSRR 6 kadencji.

## Nagrody i odznaczenia
- Order Lenina;
- Order Czerwonego Sztandaru – czterokrotnie;
- Order Nachimowa I stopnia;
- Order Uszakowa II stopnia;
- Order Czerwonej Gwiazdy;
- medale i odznaczenia zagraniczne.